# (10945) 1999 GS9
(10945) 1999 GS9 es un asteroide perteneciente al cinturón de asteroides, descubierto el 14 de abril de 1999 por Yoshisada Shimizu y el también astrónomo Takeshi Urata desde el Observatorio de Nachikatsuura, Wakayama, Japón.

## Designación y nombre
Designado provisionalmente como 1999 GS9.

## Características orbitales
(10945) 1999 GS9 está situado a una distancia media del Sol de 3,071 ua, pudiendo alejarse hasta 3,176 ua y acercarse hasta 2,965 ua. Su excentricidad es 0,034 y la inclinación orbital 10,614 grados. Emplea 1965,39 días en completar una órbita alrededor del Sol.
Pertenece a la familia de asteroides de (221) Eos.
Los próximos acercamientos a la órbita de Júpiter ocurrirán el 13 de diciembre de 2032, el 9 de enero de 2082 y el 20 de febrero de 2131.

## Características físicas
La magnitud absoluta de (10945) 1999 GS9 es 13,00. Tiene 9,119 km de diámetro y su albedo se estima en 0,194.